# Joachim Rothmann
Joachim Juhl Rothmann (* 29. Juni 2000 in Greve) ist ein dänischer Fußballspieler. Der Stürmer steht seit Februar 2025 beim heimischen Zweitligisten Kolding IF unter Vertrag.

## Karriere

### Verein
Joachim Rothmann begann mit dem Fußballspielen bei KFUM Roskilde auf der Ostseeinsel Seeland und wechselte im Alter von zwölf Jahren von Greve Fotbold in die Fußballschule des FC Nordsjælland. Nach einem Einsatz im Achtelfinale des dänischen Pokals debütierte er am 10. Dezember 2018 im Alter von 18 Jahren in der Superliga – höchste dänische Spielklasse – und wurde beim 1:0-Heimsieg gegen Aarhus GF in der 73. Minute eingewechselt. Im Januar 2019 erhielt Rothmann einen Profivertrag. In der Saison 2018/19 kam er zu fünf Einsätzen in Ligaspielen sowie bei einem Pokalspiel. In der nächsten Saison waren es 12 von 36 möglichen Ligaspielen sowie ein Pokalspiel. Daneben wurde er auch in der Reservemannschaft eingesetzt. In der Saison 2020/21 waren es 14 von 29 möglichen Ligaspielen sowie zwei Pokalspielen mit einem geschossenen Tor.
Mitte Mai 2021 wurde er an den norwegischen Erstligisten Tromsø IL bis zum Jahresende ausgeliehen. Dort kam er auf 7 von 15 möglichen Ligaspielen und ein Pokalspiel, in dem er zwei Tore schoss. Mitte August 2021 wurde die Ausleihe vorzeitig beendet. Wenige Tage später erfolgte eine weitere Ausleihe, diesmal innerhalb Dänemarks bis zum Ende der Saison zum Zweitligisten HB Køge. Hier kam er auf 24 von 26 möglichen Ligaspielen, in denen er vier Tore schoss. Mitte Juni 2022 wurde der endgültige Wechsel vereinbart. Rothmann unterschrieb bei Køge einen Vertrag mit einer Laufzeit von drei Jahren. In der Saison 2022/23 kam er auf 28 von 32 möglichen Ligaspielen mit neun geschossenen Toren. In der nächsten Saison waren es infolge einer Hüftverletzung nur sieben Ligaspielen mit einem Tor. 
Anfang 2025 verieß Rothmann nach zweieinhalb Jahren Køge wieder und wechselte kurze Zeit später zu dessen Ligarivalen Kolding IF.

### Nationalmannschaft
Joachim Rothmann absolvierte im Jahr 2016 drei Partien für die dänische U16-Elf und kam auch im gleichen Jahr zu neun Einsätzen für die dänische U17-Nationalmannschaft.